# Leges Publiliae Philonis
Las Leges Publiliae Philonis ("leyes de Publilio Filón") fueron tres medidas legislativas de la República romana en favor de la plebe, propuestas por iniciativa del entonces dictador romano, Quinto Publilio Filón y aprobada por los comicios centuriados en 339 a. C. Estas leyes se conocen respectivamente como: 
- Lex Publilia Philonis de plebiscitis ("sobre los plebiscitos").
- Lex Publilia Philonis de patrum auctoritate.
- Lex Publilia Philonis de censore plebeio.

## Contexto
En los comienzos de la República romana, el patriciado, que representaba una clase dominante cerrada y tenía el control del poder judicial más elevado. Entre los siglos V y mediados del siglo IV a. C., los plebeyos lucharon con el objetivo de reivindicar sus propios derechos. Una primera conquista de los plebeyos tuvo lugar tras la amenaza de secesión de Roma al retirarse al Monte Sacro en 494 a. C., que dio lugar al nacimiento de los tribunos de la plebe y los concilia plebis, órganos del poder plebeyo. En el 451 a. C., se creó la magistratura extraordinaria de los decemviros, que redactaron las primeras leyes escritas, conocidas como las XII Tablas. En el 444 a. C., además, se estableció el tribuno militar con poder consular, de forma que, a través del elemento militar, los plebeyos lograron abrirse el camino a la consecución del imperium. Con las leges Liciniae-Sextiae del 367 a. C. se aseguraron los plebeyos la posibilidad de llegar al consulado. Tras este largo proceso, nació una nueva clase política, la patricia-plebeya, es decir, la nobilitas.
Los dos cónsules del año 339 a. C. eran Quinto Publilio Filón, plebeyo, y Tiberio Emilio Mamercino, patricio. Tito Livio señala que "pensaron más en su interés y su partido en la República, que en la propia patria". De hecho, después de derrotar a los latinos, al primero se le otorgó el triunfo mientras que el segundo marchaba contra una ciudad enemiga, pero al enterarse del honor otorgado a su colega, se volvió rápidamente para reclamar también el triunfo, sin haber finalizada la guerra o tomada la ciudad enemiga. Se opuso al senado de la República y prefirió abstenerse de cualquier acción y pasó el final de su mandato denunciando al senado. Este último ordenó a los dos cónsules que designasen un dictador para poner fin a la guerra, y Emilio Mamercino nombró a su colega Publilio Filón.

## Leges
Publilio Filón, como dictador, fue el segundo plebeyo en la historia, en acceder a esta magistratura. Consiguió aprobar, formando parte del largo proceso de luchas plebeyas-patricias, las tres leyes que llevan su nombre, muy favorables a la plebe, reduciendo el poder de los patricios y, por tanto, del Senado:
- La Lex Publilia Philonis de patrum auctoritate,[6] estableció que, en lo que respecta a las vías legislativas, la auctoritas patrum debía preceder a la votación de los comicios centuriados y no seguirla.[7]
- Obligación de que uno de los dos censores sea plebeyo y posibilidad de que los dos cónsules sean plebeyos.
- Aprobación previa del Senado y las curias para los proyectos presentados a los comicios.
- Obligación de los patricios de someterse a los votos de los plebiscitos.

El primer censor plebeyo fue también Quinto Publilio Filón, en el 332 a. C., en virtud de su propia ley. Sin embargo, se aprobaría después otra ley que limitaba la elección de senadores de la República a los antiguos magistrados curules: la Lex Ovinia. 